# Tom Madsen

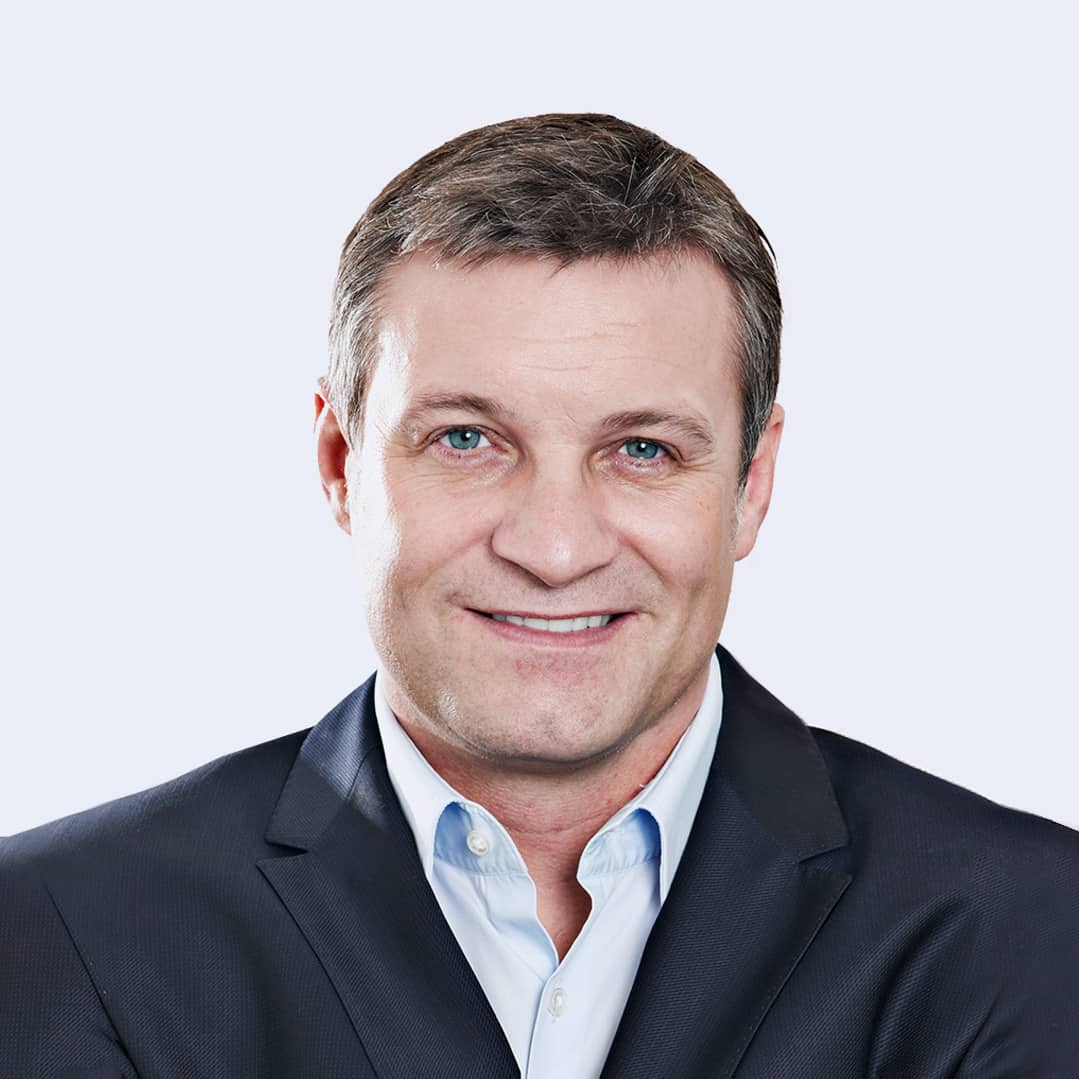
Tom Madsen (2018)

Tom Madsen (* 1973 in Dänemark) ist Gründer des Selbstverteidigungssystems Krav Maga Survival, der German Mixed Martial Arts Federation (GEMMAF) und Mitgründer der International Mixed Martial Arts Federation (IMMAF).

## Leben
Die Jugend verbrachte Tom Madsen in Sønderborg. Er begann dort mit dem Kickboxen und Budokarate (Kyokushin-Karate).
Madsen studierte in Sonderborg „Marktwirtschaft“, in Kopenhagen „Internationalen/Außen-Handel“ auf dem Business College und schloss mit höherem Diplom ab. Ein Studium des „Organisational Behavior“ schloss sich in Edinburgh an. Er lebt heute in Hamburg und ist verheiratet. 2023 legte er die Prüfung zum MBA, an der Comenius-Universität in Bratislava in der Slowakei, ab.
Seit Februar 2024 ist er Forbes Business Council member.

### Sportliche Karriere

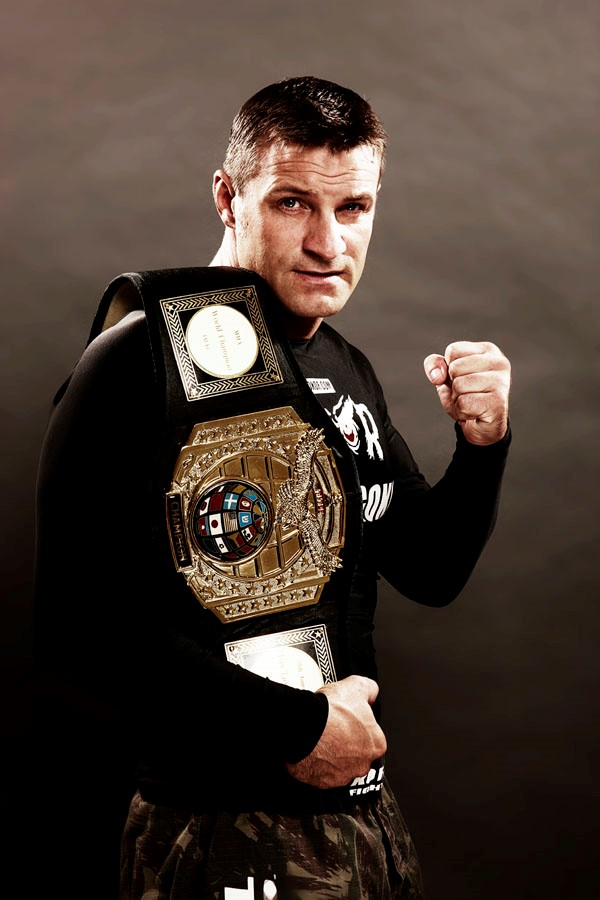
Tom Madsen (2015)

- Mitglied der WKA-Kickbox-Nationalmannschaft Dänemark, 3 Jahre, unter der Leitung von shihan Flemming Schröter 8. Dan Kyokushin Karate
- Amateur World Champion im Grappling IMAC 2005 in Las Vegas (Soenderborg Ugeavis 13. Juli 2005, Anita Thornhal) auch (Neue Deister Zeitung, 28. Juli 2005, Sport Seite 23) auch (Hamburger Wochen Blatt, 24. August 2004 Seite 6) Coach Michael Bolt 8.Dan IBK
- Amateur World Champion im MMA IMAC, Blackbelt Division, 2009 in Las Vegas, Coach: Gene LeBell[2]
- Amateur World Champion im Grappling IMAC, Blackbelt Division, 2009 in Las Vegas: Coach: Dana „Danger“ Chavez
- MMA Instructor, Trainer [Shooters][3] 2. Platz bei den Kickboxing World Championships IMAC 2003, Coached von Mihran Aghvinian 8. Dan IBK[4] (Soenderborg Ugeavis 13. Juli 2005, Seite 12, Anita Thornhal, Denmark)
- 3. Platz European Championships Pankration IFPA (International Federation Pankration Altlima), 27. November 2013 Aarhus Dänemark, Veranstalter Kaicho, Raffi Liven
- 8. Dan in Kyokushin Budokai, IBK International Budo Kaikan – All Round Fighting[5]
- 7. Dan Krav Maga Survival, Chief Instructor + Bodyguard[6]
- 6. Dan Kyokushin-Karate[7]
- 6. Dan Kickboxing K1/IBK[8]
- Hall of Fame Mitglied[9]
- Blackbelt bei Gokors Hayastan Grappling[10]

### Ämter
- Vorstand von International Budokai Kan (IBK), Kyokushin Budo Kai/Allround Fighting[11][12][13]
- Gründer/Chief Instruktor von Krav Maga Survival (KMS)[14]
- Vorstandsmitglied der International Mixed Martial Arts Federation (IMMAF)[15]
- Gründer der German Mixed Martial Arts Federation (GEMMAF)[16]
- Kampfrichter für WKA, IBK
- Shooters MMA Instructor, Trainer[17]

## Veröffentlichungen
- Krav Maga Survival Tactical Survival Training the Basics. 2011, ISBN 978-87-994643-0-2.
- Krav Maga Survival – Nahkampftraining für Eliteeinheiten. Pietsch, 2012, ISBN 978-3-613-50701-2.
- Krav Maga Entwaffnungstechniken. Pietsch, 2014, ISBN 978-3-613-50757-9.
- Mit Lena Madsen: Selbstvertrauen und Selbstbehauptung. Pietsch, 2017, ISBN 978-3-613-50847-7.
- Krav Maga – Das Handbuch. Pietsch, 2019, ISBN 978-3-613-50869-9.